# Herb gminy Hańsk
Herb gminy Hańsk – jeden z symboli gminy Hańsk, ustanowiony 30 czerwca 2009.

## Wygląd i symbolika
Herb przedstawia na tarczy w polu czerwonym trzy srebrne wręby w pas (godło z herbu Korczak, którym posługiwali się Hańscy), a pod nim złoty dąb, nawiązujący do miejscowej przyrody.